# Rohrdorf, Bayern
Rohrdorf är en kommun och ort i Landkreis Rosenheim i Regierungsbezirk Oberbayern i förbundslandet Bayern i Tyskland.